# Altenkirchen
För andra betydelser, se Altenkirchen (olika betydelser).
Altenkirchen (Westerwald) är en stad i Landkreis Altenkirchen i det tyska förbundslandet Rheinland-Pfalz. Altenkirchen nämns för första gången i ett dokument promulgerat av påven Innocentius II år 1131. Altenkirchen har cirka 7 000 invånare.
Staden ingår i kommunalförbundet Verbandsgemeinde Altenkirchen-Flammersfeld tillsammans med ytterligare 67 kommuner.